# Amas de Casa Desesperadas (Brasil)
Donas de Casa Desesperadas (en español comoː Amas de casa desesperadas) es una serie de televisión brasileña producida por Pol-ka para  y para la Buena Vista International Television. Se estrenó el 15 de agosto de 2007 y terminó el 16 de enero de 2008 con 23 episodios. A pesar de ser producida en Argentina, contó con elenco brasileño y fue grabada en portugués. 
Es una serie contemporánea que mezcla comedia, humor negro y drama. En la trama, el cotidiano de mujeres que aparentemente poseen una vida perfecta, pero en realidad, están al borde de un ataque de nervios.
La serie es una versión brasileña de la serie norteamericana Desperate Housewives. La serie contó con la dirección de Fábio Barreto, traducción y guiones de Marcelo Santiago.
Fue protagonizada por Lucélia Santos, Isadora Ribeiro, Terea Seiblitz, Viétia Zangrandi, Franciely Freduzeski y Sônia Braga.

## Sinopsis
Vivir con sus amigos y personas queridas no es lo que Alicia Monteiro quería para su vida. En realidad, para ella fue aburrido. Cansada de lo mismo cada día, Alicia tomó una decisión radical para poner un punto final en su rutina. 
En su hermosa casa en el barrio perfecto de "Arvoredo", Alicia decide quitarse la vida con un tiro en la cabeza.
Ahora, viendo mucho más cosas que cuando estaba viva, la vida de su familia, de sus amigos y de sus vecinos es acompañada por Alicia, y por los telespectadores, bajo un nuevo punto de vista inusitado e indiscreto.
Especialmente sus amigas más íntimas que aún no lograron entender su muerte: Suzana Mayer, Gabriela Solis, Lígia Salgado, Elisa Fernandes y la vecina Vera Marques.
| Actor/Actriz         | Personaje                    | Personaje Original   |
| -------------------- | ---------------------------- | -------------------- |
| Lucélia Santos       | Suzana Mayer                 | Susan Mayer          |
| Sônia Braga          | Alicia Monteiro              | Mary Alice Young     |
| Teresa Seiblitz      | Lígia Salgado                | Lynette Scavo        |
| Viétia Zangrandi     | Elisa Fernandes              | Bree Van de Kamp     |
| Isadora Ribeiro      | Vera Marques                 | Edie Britt           |
| Franciely Freduzeski | Gabriela Solis               | Gabrielle Solis      |
| Vera Gimenez         | Marta Ramos                  | Marta Huber          |
| André Di Mauro       | Miguel Delfino               | Mike Delfino         |
| Paulo Reyes          | Paulo Monteiro               | Paul Young           |
| Alexandre Schumacher | Carlos Solis                 | Carlos Solis         |
| Iran Malfitano       | João                         | John Rowland         |
| Leon Góes            | Thomas Salgado               | Tom Scavo            |
| Douglas Simon        | Ricardo Fernandes            | Rex Van de Kamp      |
| Patrícia Rozas       | Felícia Ramos                | Felicia Tilman       |
| Débora Kalume        | Anabela                      | Annabel Foster       |
| Julieta Nair Calvo   | Júlia Mayer                  | Julie Mayer          |
| Pedro Merlo          | Renê Monteiro / Dani Delfino | Zach Young           |
| Esteban Lamarque     | André Fernandes              | Andrew Van de Kamp   |
| Débora Cuenca        | Fabiana Fernandes            | Danielle Van de Kamp |
| Nacho Gadano         | Guilherme Mayer              | Karl Mayer           |
| Maria Roza Fugazot   | Alzira Solis                 | Juanita "Mama" Solís |

## Personajes principales
- Suzana Mayer: una divorciada de cuarenta y pocos años que vive con Júlia, su hija de 14 años, y está a busca de un nuevo amor. Suzana es ilustradora de libros infantiles y trabaja la mayoría de los días en casa, en Arvoredo. Ella y su precoz hija tienen todo al revés y a veces es difícil distinguir quién es la madre y quién es la hija. La forma torpe de ser de Suzana ya la colocó en algunas arrugas. Y desafortunadamente todo su encanto acabó atrayendo problemas, incluyendo su misterioso vecino Paulo Monteiro y la muerte de su amiga Alicia.
- Lígia Salgado: Ella ya fue conocida por su brillante carrera. En el trabajo, conseguía realizar cualquier tarea, pero esos días terminaron cuando ella y su esposo, Thomas, decidieron tener hijos. Ella abandonó el mundo de los negocios y en seis años tuvo cuatro hijos (Helena, Lucio, Lucas y Léo). En poco tiempo ella ganó la fama de madre de los niños más incontrolables ya conocidos. Sus esfuerzos en educar a sus hijos y realizar los quehaceres domésticos acaban dejándola agotada, haciendo que Lígia necesite la ayuda de sus amigas de Arvoredo. Su manía de meterse en la vida de las personas, aunque pensando en el bien de ellas, acaba trayendo aún más problemas.
- Gabriela Solis: la más joven de las amas de casa de Arvoredo, pasó su juventud luchando para salir de una situación desesperante para convertirse en una glamorosa modelo de pasarela en Nueva York, donde conoció a su marido, Carlos. Ella dejó su vida agitada y se casó, sabiendo que él sería capaz de dar todo lo que ella quisiera. Pero fue sólo después de mudarse al barrio que Gabriela percibió que había deseado todas las cosas equivocadas. Como Carlos pasaba muchos días en su oficina, Gabriela pronto se entendió con su nueva vida y empezó un amorío con su jardinero, João.
- Elisa Fernandes: una rígida, perfeccionista y obsesiva ama de casa. Su fuerte determinación y comportamiento autoritario han causado tensión en su matrimonio y vida familiar. Ella se esfuerza para controlar a su hijo rebelde, Andrés, y lucha para dar a su hija, Fabiana, una visión correcta sobre la vida.
- Vera Marques: divorciada dos veces, es la mujer más hablada de Arvoredo, incluso con todo su encanto ella no entiende realmente el porqué. Muy esforzada y autosuficiente, Vera siempre corre detrás de lo que quiere, ella es mal entendida por las mujeres de la vecindad, que la ven como una amenaza constante..
- Alice Monteiro: la narradora, una ama de casa que se suicida en el primer episodio. Alicia dejó atrás un rompecabezas que involucra a su marido Paulo Monteiro, su hijo René, y un misterioso baúl de juguetes. La serie sigue el misterio por el cual Alicia Monteiro se quitó la vida.

## Historia
- RedTV! , dijo a la prensa el elenco de la serie, Donas de Casa Desesperadas, de la versión nacional brasileña de la serie, Desperate Housewives, en la mañana del 2 de mayo de 2007. La conferencia sirvió apenas para divulgar la atracción y confirmar informaciones antiguas, como el valor del " contrato con Disney para la producción de la serie (5 millones de dólares) y los nombres de las protagonistas. De acuerdo con el presidente de la emisora, Amilcare Dallevo, la miniserie es el primer paso para la implantación de un núcleo de teledramaturgia del canal.

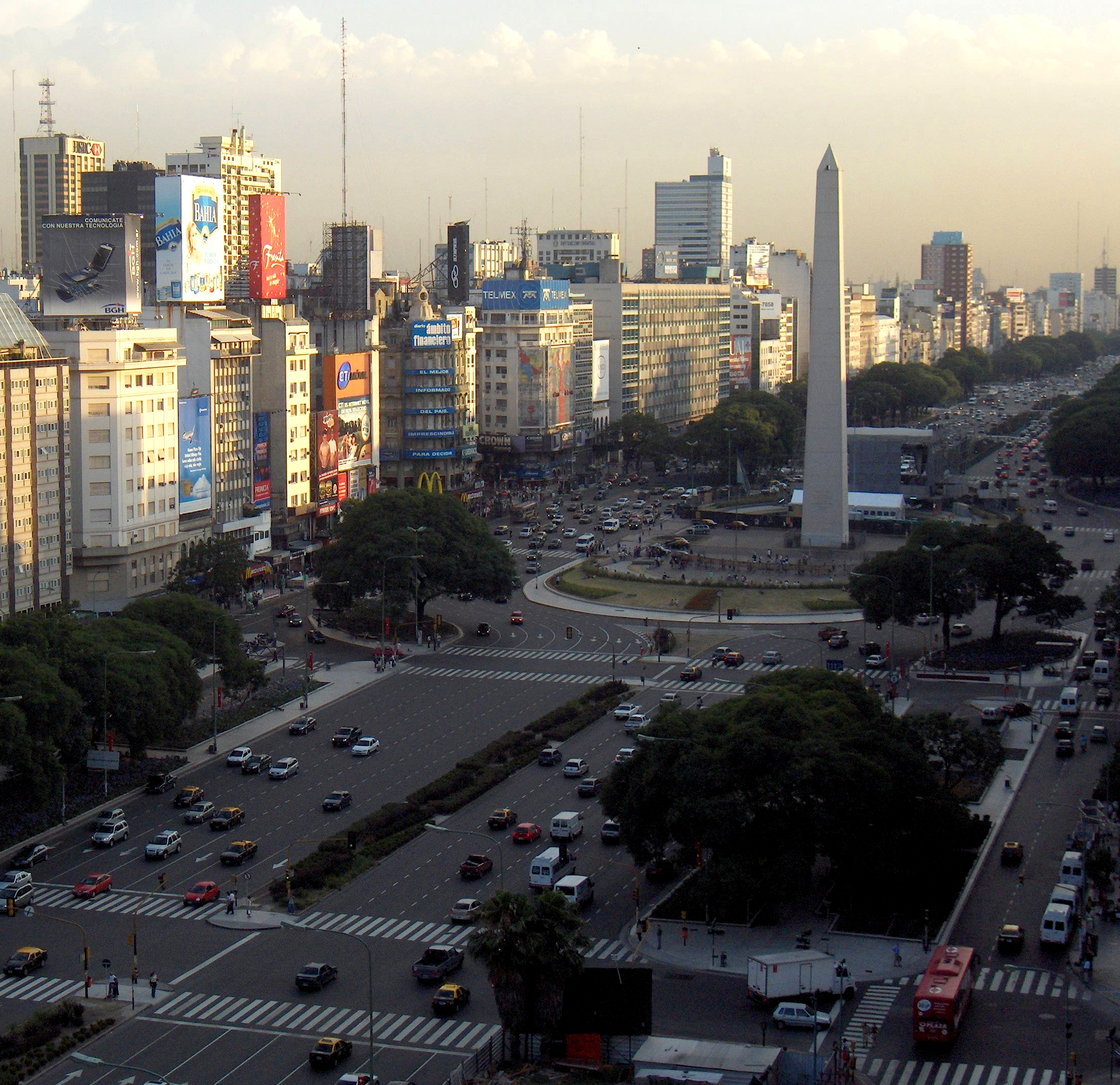
Buenos Aires, Argentina

- Producción de ¡RedTV! en asociación con Disney - ABC International Television, en un grupo de emisoras latinoamericanas, grabado en los estudios Pol-Ka, en Argentina

Algunas escenas fueron grabadas en Buenos Aires y otras en Pilar (ciudad a 40 km de la capital porteña) donde se reprodujo el escenario de la serie original, en este caso representando a la calle "Arvoredo", ocupando un área de aproximadamente 45 mil metros cuadrados. Los alquileres son los mismos para todos los países que forman parte del acuerdo.
- La serie se basa en la serie Desperate Housewives, creada por Marc Cherry, el éxito mundial producido originalmente por la televisión estadounidense (2004 a 2012, ganadora de 6 premios Emmy y 2 Globos de Oro. Después de ver la primera y la segunda temporadas de la serie original, inéditas en la televisión abierta brasileña, la RedeTV! que trae la versión nacional de la primera temporada, grabada en HDTV (televisión de alta definición), lista para la transmisión en televisión digital. Para ello, RedeTV! , invierte cerca de 5 millones de dólares en la asociación con Disney - ABC International Television. La serie comenzó su producción en abril de 2007, y el estreno fue después de terminar la exhibición de la segunda temporada de la serie americana por la RedTV !. Todos los actores que interpretan a los hijos de las amas de casa (y el elenco de apoyo) son argentinos, por lo tanto doblados en la exhibición, lo que causa rareza.
- La versión hispano-brasileña de la serie es una copia perfecta del original americano. Las calles y la arquitectura de las casas siguen el mismo patrón de barrios de clase media-alta norteamericanos, como es en Desperate Housewives. Lo que no sería necesario y pudiendo hacer una versión "abrasilada" como fue la versión, Umutsuz Ev Kadınları (2011-14), de Turquía.

## Repercusión
El estreno de la serie mantuvo la RedTV! en 3º lugar por 12 minutos, detrás de la Globo y de la Record, y el resto empatado con el SBT, en la medición del IBOPE. El promedio fue de 5,1 puntos con un pico de 6,4, esperado por la emisora.
A partir del estreno, la serie fue perdiendo audiencia: 4 puntos de media, con picos de 5,4 y share del 7,9% en el segundo episodio. En el tercer episodio hizo 3 puntos de media.
En el cuarto episodio, el programa volvió a tener los índices del estreno: promedio de 5 puntos y pico de 6,4.

## Ficha técnica
| Créditos                     |                                                                           |
| Adaptación de guión:         | Marcelo Santiago                                                          |
| Gerente de Producción:       | Carlos Costa                                                              |
| Producción Ejecutiva:        | Juliana Algañaraz, Diego Andrasni, Leonardo Aranguibel y Fernando Barbosa |
| Productores:                 | Adrián Sudar y Fernando Blanco                                            |
| Dirección:                   | Sebastián Pivotto, Martín Desalvo y Marcelo Santiago                      |
| Dirección General:           | Fábio Barreto                                                             |
| Directora Artística RedeTV!: | Mônica Pimentel                                                           |

- Datos: Q10268277